# Brian Barratt-Boyes
Sir Brian Barratt-Boyes (ur. 13 stycznia 1924 w Wellington, Nowa Zelandia, zm. 8 marca 2006 w Cleveland, Ohio, Stany Zjednoczone) – nowozelandzki chirurg i kardiochirurg, który był jednym z twórców kardiochirurgii. Znany z wczesnego rozwoju operacji w krążeniu pozaustrojowym z użyciem sztucznego płucoserca, wczesnego wszczepienia rozrusznika serca, zanim urządzenia te stały się komercyjnie dostępne w 1961, wczesnego wykorzystania homograftu zastawki aorty ludzkiej do wymiany zastawki aortalnej, oraz wprowadzenia hipotermii i zatrzymania krążenia do operacji serca u noworodków i niemowląt.

## Życiorys
Kształcił się w Wellington College. Po roku spędzonym w Uniwersytet Wiktorii w Wellington studiował medycynę w Otago Medical School (stanowi część Uniwersytet Otago) w Dunedin w Nowej Zelandii, którą ukończył w 1946. Kontynuował szkolenie jako chirurg, początkowo w Nowej Zelandii, a później w Mayo Clinic (1953-55), pod kierunkiem Johna W. Kirklina. Następnie po rocznym stypendium Nuffielda w Anglii w latach 1955-1956 - program ufundowany w 1940 przez wicehrabiego Nuffielda z Oxfordu Williama Morrisa, (założyciela Morris Motor Company) - Barratt-Boyes został zatrudniony przez Sir Douglasa Robba, pioniera chirurgii serca w Nowej Zelandii  i kanclerza Uniwersytetu w Auckland, w Green Lane Hospital w Auckland w Nowej Zelandii, w którym mimo wielu atrakcyjnych ofert z całego świata pracował do przejścia na emeryturę w 1988.
W Green Lane Barratt-Boyes był pionierem w rozwoju operacji z użyciem krążenia pozaustrojowego, stosując tę technikę po raz pierwszy u pacjenta w Nowej Zelandii w 1958. Był również jednym z pierwszych chirurgów, którzy wszczepili rozrusznik serca (prototyp zbudowany w laboratorium uniwersyteckim) do ludzkiego serca, zanim urządzenia te stały się szerzej dostępne w 1961.
W 1962, niezależnie i niemal jednocześnie z Donaldem Rossem z Londynu, Barratt-Boyes wprowadził ludzkie homografty aortalne do wymiany zastawki aortalnej. Propagował fizjologiczne zalety takich przeszczepów i uprościł technikę ich chirurgicznej implantacji. Wprowadził również hipotermię i zatrzymanie akcji serca w skomplikowanych operacjach wrodzonych wad serca u noworodków i niemowląt. Był współautorem z Johnem Kirklinem podręcznika kardiochirurgii Cardiac Surgery, opublikowanego w 1985, który stał się na wiele lat podstawowym źródłem wiedzy dla kardiologów i kardiochirurgów.
W wieku 39 lat podczas podróży do Bangkoku wystąpiły u niego objawy choroby niedokrwiennej serca, ale utrzymywał to w tajemnicy przez kilka lat, dopóki nie przeszedł operacji pomostowania tętnic wieńcowych w wieku 50 lat. W 1971 za zasługi w medycznie i za walkę na rzecz zwiększenia funduszy na leczenie chorób układu krążenia nadano mu tytuł szlachecki Sir.
Przeszedł jeszcze trzy operacje serca w swoim życiu. Barratt-Boyes zmarł 8 marca 2006 w wieku 82 lat z powodu powikłań po operacji serca przeprowadzonej dwa tygodnie wcześniej.
Barratt-Boyes został uhonorowany na znaczku wydanym w 1995 przez Nową Zelandię. W momencie wydania znaczka był jedną z niewielu żyjących osób w Nowej Zelandii (innych niż monarchowie), które otrzymały ten zaszczyt.